# Hung Hsiu-chu

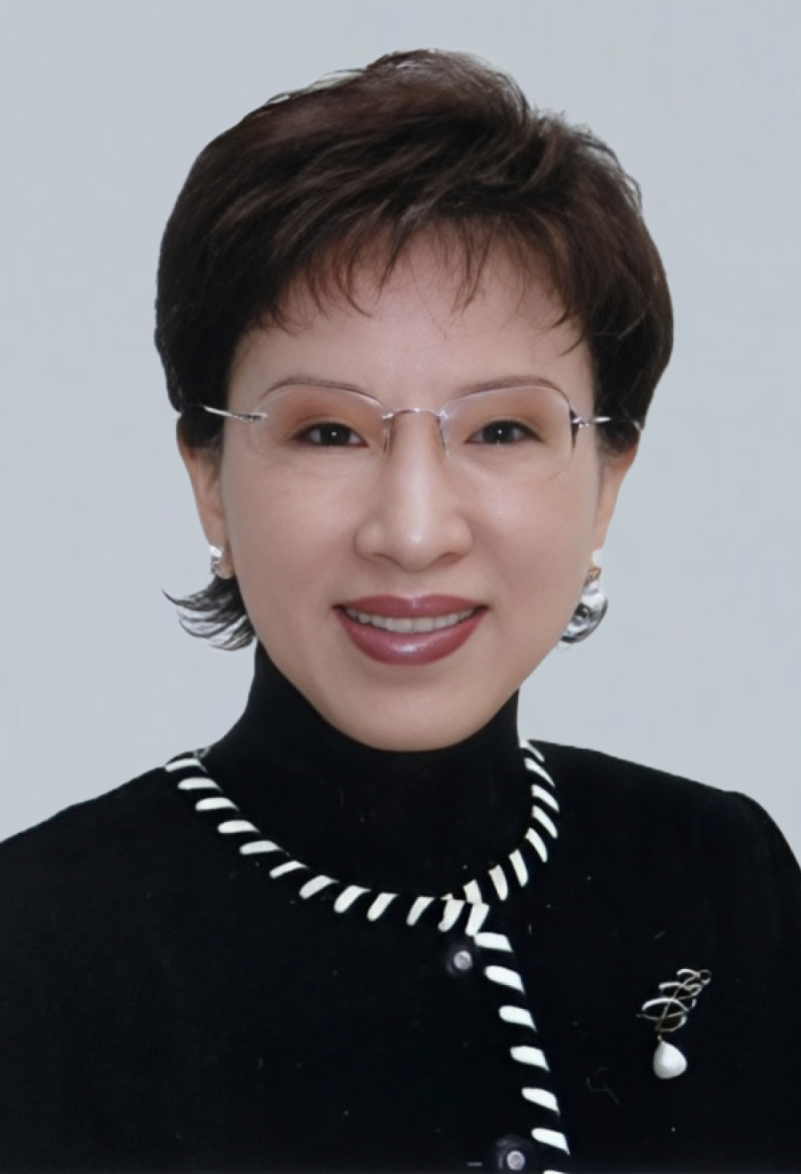
Hung Hsiu-chu

Hung Hsiu-chu (chinesisch 洪秀柱, Pinyin Hóng Xiùzhù; * 7. April 1948, ehemaliger Landkreis Taipei, heute Neu-Taipeh, Taiwan) ist eine Politikerin und ehemalige Parteivorsitzende der Kuomintang (KMT) in der Republik China (Taiwan). Zwischen Juli und Oktober 2015 war sie kurzzeitig die Kandidatin ihrer Partei für die Präsidentenwahl 2016.

## Politischer Werdegang
Hung wuchs in der Nachkriegszeit auf der Insel Taiwan auf. Nach dem Schulbesuch in Taipei studierte sie vor allem auf Wunsch ihres Vaters, der unter den Verfolgungen des „Weißen Terrors“ in den 1950er Jahren gelitten hatte, an der Abteilung für Rechtswissenschaften des College of Chinese Culture (heute Chinese Cultural University) in Taipei und war anschließend als Dozentin und Lehrerin an verschiedenen Schulen tätig. Nach der beginnenden innenpolitischen (und auch innerparteilichen) Demokratisierung in der Republik China wurde sie erstmals 1989 als Kandidatin für die KMT nominiert und gewählt. Seitdem ist sie Mitglied des Legislativ-Yuan und wurde bei sukzessiven Wahlen insgesamt sieben Mal wiedergewählt.
Politisch konzentrierte sie sich auf das Feld der Bildungspolitik. Bei der Wahl zum Vorsitz der KMT 2007 unterlag sie ihrem Gegenkandidaten Wu Poh-hsiung mit 13 zu 87 Prozent der Parteistimmen.
Am 1. Februar 2012 wurde Hung zur stellvertretenden Parteivorsitzenden der KMT und zur Vize-Parlamentspräsidentin des Legislativ-Yuans gewählt und war die erste Frau in diesem Amt.
Am 19. Juli 2015 wählte die KMT auf ihrem Parteikongress die 67-jährige Hung Hsiu-chu zur Spitzenkandidatin der KMT bei der kommenden Präsidentenwahl im Jahr 2016. Nur drei Monate später wurde sie jedoch infolge fortwährend schlechter Umfragewerte und starker Kritik aus den eigenen Reihen am 17. Oktober 2015 auf einem Sonderparteitag als Kandidatin abberufen und durch den Parteivorsitzenden Eric Chu ersetzt.
Nach Chus Rücktritt als Vorsitzender der KMT infolge seiner Niederlage bei der Präsidentenwahl bewarb sich Hung um das Amt der Parteivorsitzenden und setzte sich am 26. März 2016 in der parteiinternen Neuwahl mit 56,16 % der Stimmen gegen die geschäftsführende Vorsitzende Huang Min-hui (33,02 %) durch. Bei der im darauffolgenden Jahr abgehaltenen turnusmäßigen Wahl des Parteivorsitzenden am 20. Mai 2017 unterlag Hung ihrem Herausforderer Wu Den-yih, an den sie ihr Amt nach dem Parteitag der Kuomintang am 20. August 2017 übergab.